# Vata (törzsfő)
Vata 11. századi magyar, esetleg besenyő törzsfő volt.

## Élete
I. István parancsára kényszerből keresztény lett. Szállásbirtoka a Körösök vidékén volt, Békés központtal. Ő vezette 1046-ban azt a felkelést, mely a Vazul-fiak trónigényét támogatta. Lehetséges, hogy ő vakította meg Pétert, és ő gyilkolta meg Gellért püspököt, bár Gellért származása és németbarát politikája miatt egyébként is a lázadók egyik főellensége volt. A lázadást I. András király, miután célját elérte, leverte, de Vata jó szolgálataiért cserében bizalmasa maradt.  A Csolt nemzetség őse. Fia Janus, akit Vata fia János néven említ a történelem, és egy másik felkelés vezetésében is főszerepet játszott.

## Emlékezete
- Vata megjelenik a 2006-os Árpád népe című misztikus operában, Molnár László alakításában. A mű zeneszerzője Szörényi Levente, szövegét Pozsgai Zsolt írta Fonyódi Tibor Keleten kél a nap című műve alapján.
- A Vazul vére című rockopera egyik szereplője (a mű ösbemutatója 2014-ben volt).